# رباطمیان دشت
رباطمیان دشت یکی از روستاهای استان خراسان رضوی است که در دهستان پائین رخ بخش جلگه‌رخ شهرستان تربت حیدریه واقع شده‌است.

## جمعیت
بر اساس سرشماری سال ۱۳۸۵ جمعیت این روستا ۷۱۴ نفر (۱۶۱ خانوار) 
بوده است.